# Piet Hein
|  | No s'ha de confondre amb Piet Hein (científic). |

Piet Pieterszoon Hein (o Pieter Pietersen Heyn) (25 de novembre de 1577 - 18 de juny de 1629) va ser un marí neerlandès nascut a la ciutat de Delft i considerat un heroi nacional. Va actuar com a corsari durant la Guerra dels Vuitanta Anys lliurada entre les Disset Províncies i l'Imperi Espanyol.
El 1623 va ser nomenat vicealmirall de la flota de la Companyia Holandesa de les Índies Occidentals, fundada dos anys abans. En el seu nou càrrec va navegar a les ordres de l'almirall Jacob Willekens cap a la costa de Brasil, on van prendre la ciutat de Salvador de Bahia el juny de 1624 (la ciutat seria reconquerida per les forces hispano-portugueses al maig de 1625). Poques setmanes després, ja separat de Willekens, va dur a terme un atac fallit contra Luanda (Angola), en poder dels portuguesos. El 1627 tornaria sobre Salvador, i encara que no va aconseguir prendre la ciutat, va capturar un important nombre de naus amarrades al seu port.
El 1628 Hein va comandar la flota holandesa en la batalla de la Badia de Matanzas, en la qual va derrotar i va capturar les embarcacions que formaven la Flota d'Índies en la seva ruta des de la Nova Espanya cap a Europa enfront de les costes de Cuba. Després del saqueig, Hein va portar cap a Holanda un carregament de tones d'or i plata provinents de les mines de Mèxic. Tot el guany econòmic d'aquest fet es va invertir a organitzar l'enorme armada de 61 bucs i 7000 homes que posteriorment va servir per apoderar-se el 1630 de Pernambuco i fundar la colònia de Nova Holanda al Brasil.
Morí el 18 de juny de 1629, davant de les costes de Flandes en combat contra els corsaris de Dunkerque. A l'Església Major de Delft es va aixecar un monument en la seva memòria.

## Cultura popular
L'any 2019, el cantant de música rap Valtònyc publicà, des de l'exili a Brussel·les, el seu disc Piet Hein amb lletres reivindicatives i col·laboracions de músics internacionals.